# Rumenorepa limanda
Rumenorepa limanda (znanstveno ime Pleuronectes ferruginea ali Limanda ferruginea) vrsta rib iz družine bokoplavutaric. Razširjena je v vodah Kanade in ZDA.